# Ordinul Palmelor Academice

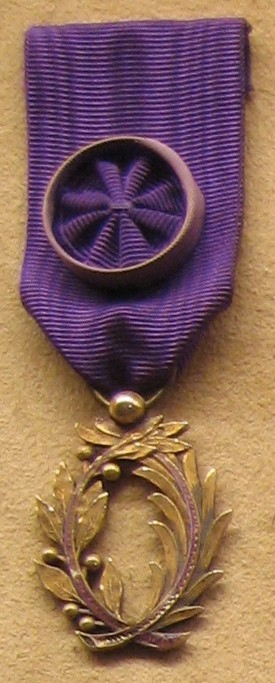
Palmelor Academice (Ofițer)

Ordinul Palmelor Academice (în franceză Ordre des Palmes académiques) este un ordin de stat acordat de președintele Franței.
Instituită în 1808, răsplătește meritele depuse de unele personalități în educație.

## Grade actuale
- Comandor

- Ofițer

- Cavaler